# Indicator (duurzaamheid)
Een Indicator voor duurzaamheid is een maatstaf om te bepalen hoe duurzaam een maatschappij op dit moment is en om te bepalen hoe de maatschappij nog duurzamer gemaakt kan worden. Indicatoren voor duurzaamheid richten zich op de punten waar de verbanden tussen de drie segmenten, economie, milieu en maatschappij, zwak zijn.

## Millenniumdoelen
Agenda 21 is een programma van de Verenigde Naties met betrekking tot duurzame ontwikkeling. Tijdens de conferentie van de Verenigde Naties over ‘Environment and Development’ in 1992 werd de tekst van dit programma openbaar gemaakt. Hierin werd duidelijk dat indicatoren een belangrijke rol spelen om landen te helpen betere besluiten te laten maken over duurzame ontwikkelingen. De internationale Commissie voor Duurzame Ontwikkeling (CSD) kwam tussen 1994 en 2001 met de eerste twee lijsten van indicatoren voor duurzaamheid. In 2002 verscheen de derde lijst die landen aanmoedigde deze indicatoren aan te passen aan de nationaal condities en behoeften. Uiteindelijk zijn uit deze indicatoren de Millenniumdoelen opgesteld.

## Indicatoren
Een indicator is een meetbaar verschijnsel, een maatstaf, dat de werkelijkheid versimpelt. Een indicator heeft een signalerende functie, het geeft inzicht in problemen en mogelijke oplossingen voor deze problemen.
Traditionele indicatoren richten zich vaak alleen op de economie, het milieu of de maatschappij. Indicatoren voor duurzaamheid richten zich daarentegen juist op de punten waar de verbanden tussen deze drie segmenten zwak zijn. Omdat de drie segmenten, economie, milieu en maatschappij, sterk verbonden zijn, is het nodig dat de indicatoren voor duurzaamheid multidisciplinaire indicatoren zijn, om zo een balans te kunnen vinden tussen de vele behoeften van de maatschappij.

#### Doelen van de indicatoren
Indicatoren voor duurzaamheid hebben verschillende doelen. Ze worden gebruikt om:
- Trends in duurzaamheid op regionale, nationale en mondiale schaal vast te stellen;
- Regio’s en landen te vergelijken;
- Trends te voorspellen;
- In een vroeg stadium informatie te verkrijgen over mogelijke gevaren;
- Vast te stellen of doelen gehaald worden.

Voor goede indicatoren van duurzaamheid is het belangrijk dat deze:
- Zich richten op de draagkracht van de maatschappij ten opzichte van het milieu, de economie en de mensheid;
- De verbanden tussen de economie, de maatschappij en het milieu uitlichten;
- Focussen op de lange termijn;

#### Randvoorwaarden
Indicatoren voor duurzaamheid moeten voldoen aan de volgende randvoorwaarden:
- Goede betrouwbaarheid en de gegevens moeten beschikbaar zijn;
- Wetenschappelijke waarden
  - Wetenschappelijk valide en significant
  - Toepasbaar
  - Gevoelig voor verandering in de tijd, de ruimte en de sociale verdelingen
  - Gevoelig voor omkeerbaarheid en controleerbaarheid
  - Voorspellende waarden
- Communicatieve waarden
  - Symbolische relevantie
  - Integrerende waarden
  - Referentiewaarden

## Voorbeelden
Voorbeelden van indicatoren voor duurzaamheid zijn:
- Alfabetiseringsgraad;
- Bruto nationaal inkomen;
- De totale hoeveelheid afval die gegenereerd wordt;
- Deel van de bevolking dat onder de nationale armoedegrens leeft;
- Bevolkingsgroei;
- Uitstoot van CO2;
- Intensiviteit van watergebruik voor economische activiteiten;
- Percentage van de bevolking dat in mogelijke rampgebieden leeft;